# ميناء لونغ بيتش

ميناء لونغ بيتش هو ميناء يقع بمدينة لونغ بيتش، كاليفورنيا. يدر الميناء البحري ما يقرب من 100 مليار دولار سنويًا في التجارة ويعمل به أكثر من 316،000 شخص في جنوب كاليفورنيا.